# Aberfeldy
Aberfeldy (Obar Pheallaidh en gaélico) es un pueblo de la región de Perth and Kinross, Escocia. Por él cruza el río Tay. Entre los edificios importantes del pueblo se encuentra El Molino de Agua (The Water Mill).
Fue el sitio de nacimiento del 42nd Regiment of Foot (42.º Regimiento a Pie), en 1725. Se considera el centro geográfico de Escocia.
Robert Burns destaca el pueblo en su poema The Birk of Aberfeldy.
El 27 de noviembre de 2002, se le entrega a Aberfeldy el estatus de Fairtrade Town (Pueblo por el Comercio Justo).

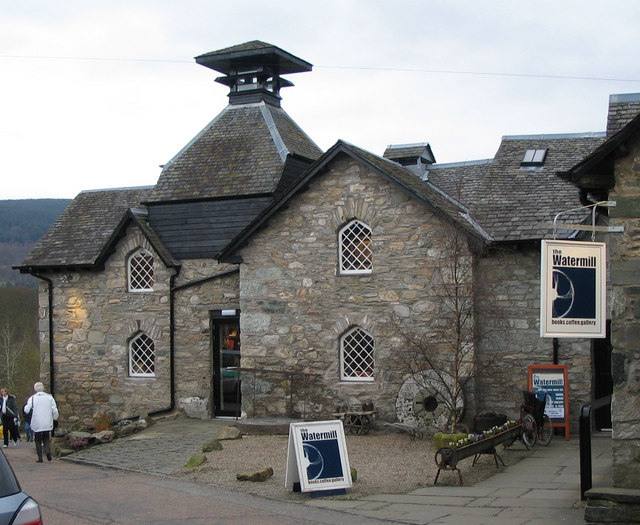
El viejo molino de agua.

- Datos: Q319566
- Multimedia: Aberfeldy, Perth and Kinross / Q319566